# Три Ане
Три Ане је југословенски филм из 1959. године. Режирао га је Бранко Бауер, који је написао и сценарио заједно са Арсеном Диклићем.

## Радња
Пензионисани железнички радник Марко Петрић, који је у рату изгубио жену и ћерку, открива могућност да му је дете можда ипак преживело. Након седамнаест година самоће ова га вест неизмерно усрећи, али убрзо увиђа да потрага није нимало једноставна.
Постоје барем три жене које би могле бити његова ћерка. Свака од њих се са својом прошлошћу и траумом носи на различит начин.
Сусретне се с београдском позоришном глумицом која би могла бити његова Ана. Међутим, постоје индиције да би Загрепчанка Вера Блажек могла бити његова ћерка те се Марко састане и с њом. На крају се појави и трећа Ана...

## Улоге
| Глумац             | Улога                                                       |
| ------------------ | ----------------------------------------------------------- |
| Дубравка Гал       | Ана 1                                                       |
| Марија Кон         | Ана 2                                                       |
| Светлана Мишковић  | Ана 3                                                       |
| Душан Стефановић   | Марко Петрић                                                |
| Тито Строци        | Професор Мандић                                             |
| Душан Јанићијевић  |                                                             |
| Владимир Медар     |                                                             |
| Јанез Врховец      | Др. Остојић                                                 |
| Бранко Татић       | Јова Нешић                                                  |
| Ружица Комненовић  | Нешићка                                                     |
| Миливоје Поповић   | Стево                                                       |
| Стјепан Јурчевић   | Рецепционер хотела „Истра”                                  |
| Душан Вујисић      | Медицински техничар                                         |
| Бранко Ђорђевић    | Конобар у позоришном бифеу                                  |
| Ета Бортолаци      | Госпођа из чекаоне (као Е. Бортолаци)                       |
| Јосип Мароти       | Цимер из хотелске собе                                      |
| Љиљана Крстић      | Службеница у Црвеном Крсту (као Љ. Крстић)                  |
| Вера Мишита        | Професорова сестра Адела                                    |
| Станимир Аврамовић |                                                             |
| Стојан Јовановић   |                                                             |
| Вера Орловић       |                                                             |
| Тихомир Поланец    |                                                             |
| Марија Данира      |                                                             |
| Велимир Хитил      | Ивица                                                       |
| Антоније Пејић     | Инспицијент у Београдском драмском позоришту (као А. Пејић) |
| Данило Срећковић   |                                                             |

Комплетна филмска екипа  ▼
| Редитељ                   | Бранко Бауер                       |                                   |
| Сценариста                | Бранко Бауер                       | (дијалог)                         |
| Сценариста                | Арсен Диклић                       | (дијалог)                         |
| Сценариста                | Слободан Глумац                    | (дијалог)                         |
| Композитор                | Бојан Адамич                       |                                   |
| Директор фотографије      | Бранко Блажина                     |                                   |
| Монтажер                  | Радојка Танхофер                   | (као Радојка Иванчевић)           |
| Сценограф                 | Владимир Тадеј                     |                                   |
| Уметнички директор        | Никола Лазаревски                  |                                   |
| Костимограф               | Мира Глишић                        |                                   |
| Одсек за шминку           | Ивица Бенчић                       | шминкер                           |
| Одсек за шминку           | Иванка Камберова                   | асистент шминкера                 |
| Менаџер продукције        | Благоја Ангеловски                 | вођа снимања                      |
| Менаџер продукције        | Димче Марковски                    | вођа снимања                      |
| Менаџер продукције        | Радивоје Поповић                   | директор филма (као Раде Поповић) |
| Менаџер продукције        | Живко Султански                    | помоћник директора филма          |
| Менаџер продукције        | Ристо Теофиловски                  | вођа снимања                      |
| Помоћник режије           | Стјепан Драганић                   | помоћник редитеља                 |
| Помоћник режије           | Раденко Остојић                    | помоћник редитеља                 |
| Помоћник режије           | Миомир Мики Стаменковић            | помоћник редитеља                 |
| Уметнички одсек           | Трајко Георгиовски                 | набавни реквизитер                |
| Уметнички одсек           | Свето Костадинов                   | набавни реквизитер                |
| Уметнички одсек           | Никола Лазаровски                  | сценски радник                    |
| Уметнички одсек           | Урош Палаташевић                   | набавни реквизитер                |
| Одсек за звук             | Миле Мартиновић                    | асистент тонског сниматеља        |
| Одсек за звук             | Ерик Молнар                        | тон мајстор                       |
| Одсек за звук             | Ивица Закић                        | асистент тонског сниматеља        |
| Одсек за звук             | Наташа Живковић                    | асистент тонског сниматеља        |
| Одсек за камеру и расвету | Никола Бецаров                     | сценски мајстор                   |
| Одсек за камеру и расвету | Душан Гајић                        | пратилац камере                   |
| Одсек за камеру и расвету | Миле Гавриловић                    | сценски мајстор                   |
| Одсек за камеру и расвету | Крешо Грчевић                      | сниматељ                          |
| Одсек за камеру и расвету | Антун Коренић                      | техничар за осветљење             |
| Одсек за камеру и расвету | Ђоко Поповски                      | фотограф                          |
| Одсек за камеру и расвету | Арсеније Ровнар                    | вођа расвете                      |
| Одсек за камеру и расвету | Васе Василевски                    | пратилац камере                   |
| Одсек за костим           | Зора Давидовић                     | асистент костимографа             |
| Одсек за костим           | Иванка Ивановски                   | гардеробер                        |
| Одсек за костим           | Велинка Мишчевић                   | гардеробер                        |
| Одсек за монтажу          | Иванка Гуложнић                    | асистент монтажера                |
| Музички одсек             | Бојан Адамич                       | диригент                          |
| Музички одсек             | Лидија Јојић                       | музички уредник                   |
| Музички одсек             | Загребачки филхармонијски оркестар |                                   |
| Музички одсек             | Драгомир Ристић                    | композитор: песма „Интермецо”     |
| Остала екипа              | Бранко Бауер                       | адаптор                           |
| Остала екипа              | Теодор Илић                        | волонтер                          |
| Остала екипа              | Нада Маркиц                        | секретар режије                   |
| Остала екипа              | Бранко Шолдо                       | волонтер                          |

## Награде
Пула 60' - Трећа награда жирија за најбољи филм; Награда жирија Бранку Татићу за епизодну мушку улогу; Награда жирија за епизодну женску улогу Светлани Мишковић